# Андоринья (футбольный клуб)
«Андоринья» (порт. Clube de Futebol Andorinha de Santo António) — португальский футбольный клуб из города Фуншал (Мадейра). Выступает в «Трсейре Дивизио», 4-м уровне системы футбольных лиг Португалии. Основан в 1925 году. Известен тем, что здесь в 1990-х годах играл Криштиану Роналду.

## История
Клуб был основан 6 мая 1925 года и домашние игры проводит на небольшом стадионе «Эстадио де Андоринья», вмещающем 500 зрителей. Стадион имеет поле с искусственным покрытием и трибуну с 400 сидячими креслами и 100 стоячими местами. Команда со дня основания играла в основном в низших дивизионах Португалии и только изредка поднималась во Вторую лигу.
«Андоринья» стала первой командой, куда пришёл в восьмилетнем возрасте Криштиану Роналду. Это произошло из-за того, что в клубе работал администратором его отец, Жозе Динишу Авейру. В детской команде Криштиану Роналду отыграл два сезона. После того, как Криштиану стал всемирно известным, руководство клуба вывело из обращения игровой номер «7».

## Список сезонов
| Сезон     | Уровень   | Дивизион         | Группа                            | Место | Выход/Выбывание                              |
| --------- | --------- | ---------------- | --------------------------------- | ----- | -------------------------------------------- |
| 1990-91   | Уровень 5 | Регионал         | Чемпионат Мадейры — 1ª Дивизион   |       |                                              |
| 1991-92   | Уровень 5 | Регионал         | Чемпионат Мадейры — 1ª Дивизион   |       |                                              |
| 1992-93   | Уровень 5 | Регионал         | Чемпионат Мадейры — 1ª Дивизион   |       |                                              |
| 1993-94   | Уровень 5 | Регионал         | Чемпионат Мадейры — 1ª Дивизион   |       |                                              |
| 1994-95   | Уровень 5 | Регионал         | Чемпионат Мадейры — 1ª Дивизион   |       |                                              |
| 1995-96   | Уровень 5 | Регионал         | Чемпионат Мадейры — 1ª Дивизион   |       |                                              |
| 1996-97   | Уровень 5 | Регионал         | Чемпионат Мадейры — 1ª Дивизион   |       |                                              |
| 1997-98   | Уровень 5 | Регионал         | Чемпионат Мадейры — 1ª Дивизион   |       |                                              |
| 1998-99   | Уровень 5 | Регионал         | Чемпионат Мадейры — 1ª Дивизион   | 8-й   |                                              |
| 1999-2000 | Уровень 5 | Регионал         | Чемпионат Мадейры — 1ª Дивизион   |       |                                              |
| 2000-01   | Уровень 5 | Регионал         | Чемпионат Мадейры — 1ª Дивизион   |       |                                              |
| 2001-02   | Уровень 5 | Регионал         | Чемпионат Мадейры — 1ª Дивизион   |       |                                              |
| 2002-03   | Уровень 5 | Регионал         | Чемпионат Мадейры — 1ª Дивизион   |       |                                              |
| 2003-04   | Уровень 5 | Регионал         | Чемпионат Мадейры — 1ª Дивизион   |       | Выбывание в 2ª Дивизион                      |
| 2004-05   | Уровень 6 | Регионал         | Чемпионат Мадейры — 2ª Дивизион   | 2-й   | Выход в 1ª Дивизион                          |
| 2005-06   | Уровень 5 | Регионал         | Чемпионат Мадейры — 1ª Дивизион   |       |                                              |
| 2006-07   | Уровень 5 | Регионал         | Чемпионат Мадейры — 1ª Дивизион   |       |                                              |
| 2007-08   | Уровень 5 | Регионал         | Чемпионат Мадейры — 1ª Дивизион   | 1-й   |                                              |
| 2008-09   | Уровень 5 | Регионал         | Чемпионат Мадейры — 1ª Дивизион   | 6-й   | Выход в Трсейра Дивизио (1ª Уровень)         |
| 2009-10   | Уровень 4 | Тресейра Дивизио | Группа «Мадейра»;- 1ª Уровень     | 2-й   | Выход в Высший уровень                       |
|           | Уровень 4 | Трсейра Дивизио  | Группа «Мадейра»;- Высший уровень | 1-й   | Выход в Сегунду Дивизио                      |
| 2010-11   | Уровень 3 | Сегунда Двизио   | Группа «Север»                    | 14-й  | Выбывание в Трсейра Дивизио (Высший уровень) |
| 2011-12   | Уровень 4 | Трсейра Дивизио  | Группа «Мадейра»;- Высший уровень | 9-й   | Выбывание в 1ª Уровень                       |
|           | Уровень 4 | Трсейра Дивизио  | Группа «Мадейра»;- 1ª Уровень     | 3-й   |                                              |

## Достижения
Победители Трсейры Дивизио — группы «Мадейра»: 2009/2010

Победители Чемпионата Мадейры: 2007/2008

Победители Кубка Мадейры: 1985/1986